# Bell UH-1 Iroquois

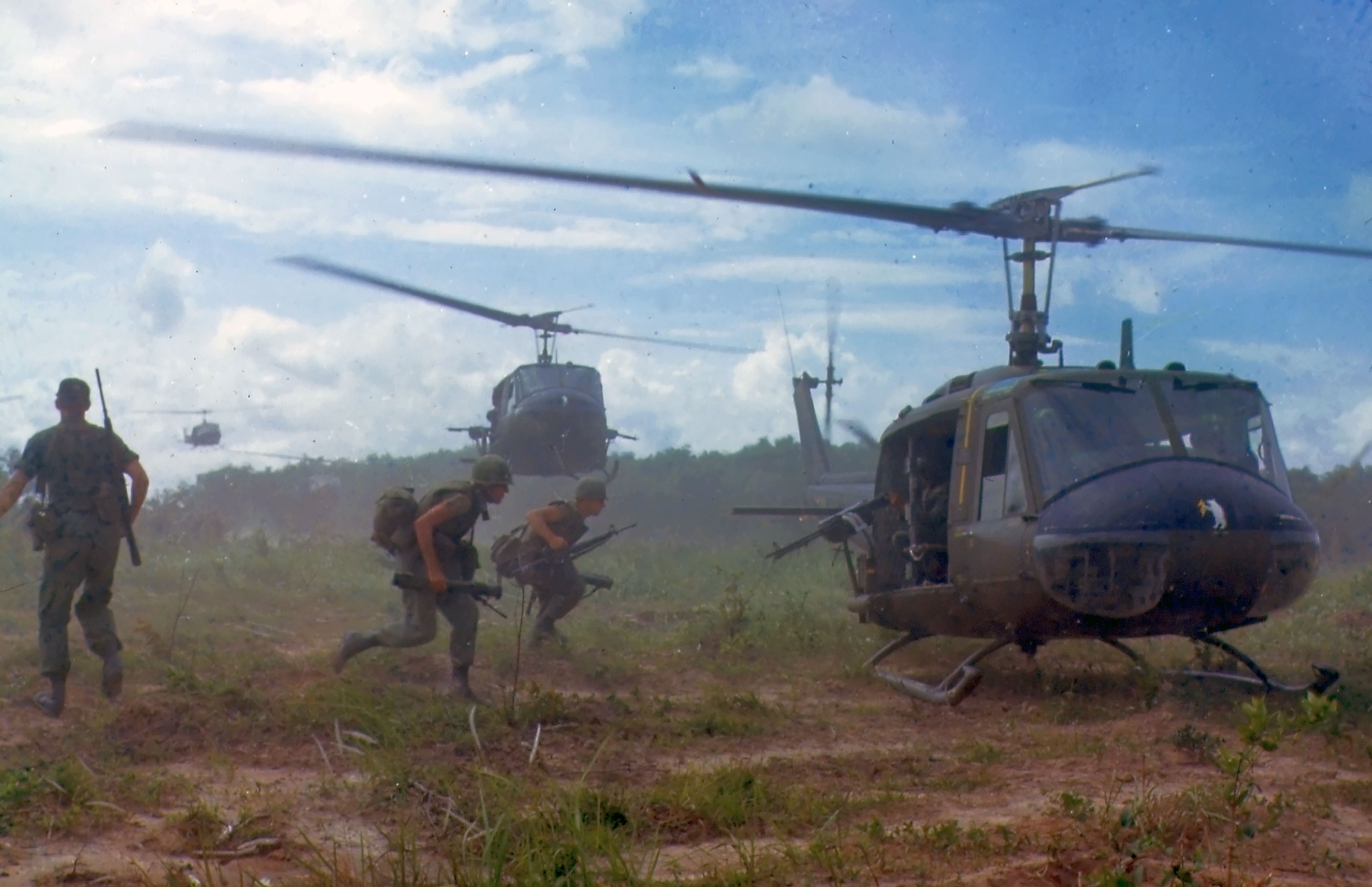
Helicópteros UH-1D em ação no Vietnã

O UH-1 Iroquois é um helicóptero militar da fabricante Bell Helicopter, vulgarmente (oficialmente pelo Corpo de Marines dos Estados Unidos) referido como Huey, que se celebrizou pela intensiva utilização e brilhante desempenho na Guerra do Vietnã. A letra "U" refere-se a "Utilitário", em contraste com as versões de ataque e transporte.
O UH-1 foi desenvolvido em 1955 durante testes levados a cabo pelo US Army com o Bell 204/205. A designação inicial, HU-1 (helicóptero utilitário) levou à banalização da atual alcunha, Huey. Introduzido pela primeira vez ao serviço militar, em 1955, entrou em produção em 1962 como UH-1. Os últimos aparelhos foram produzidos em 1976, num total de 16.000 unidades, dos quais aproximadamente 7.000 participaram da Guerra do Vietnam. Neste conflito, foram abatidos 2.202 pilotos e perdidas aproximadamente 2.500 unidades, durante combates, e em acidentes de operação.
Atualmente, a Força Aérea Brasileira não opera mais o Huey, a qual foi retirado de serviço em 22 de outubro de 2018, sendo o esquadrão Pelicano (2°/10° GAV) o primeiro e o último esquadrão da FAB a voá-la, enquanto outros esquadrões já voavam máquinas mais modernas. No dia 25 de junho de 2012, a República Brasileira, por meio da lei nº 12.679, autorizou a doação de 4 aeronaves UH-1 Iroquois do acervo da Força Aérea Brasileira para a Força Aérea Boliviana.

## Desenvolvimento
Em 1952, o Exército dos EUA identificou a necessidade de um novo helicóptero para servir como evacuação médica (MEDEVAC), instrutor de instrumentos e aeronave de utilidade geral. O Exército determinou que os helicópteros da época eram muito grandes, pouco potentes ou muito complexos para serem mantidos com facilidade. Em novembro de 1953, os requisitos militares revisados foram submetidos ao Departamento do Exército.  Vinte empresas enviaram projetos em sua proposta para o contrato, incluindo a Bell com o Modelo 204 e Kaman Aircraft com uma versão movida a turbina do H-43 . Em 23 de fevereiro de 1955, o Exército anunciou sua decisão, selecionando Bell para construir três cópias do Modelo 204 para avaliação com a designação XH-40.

### Modelo 204
Alimentado por um motor protótipo Lycoming YT53-L-1 (LTC1B-1) produzindo 700 shp (520 kW), o XH-40 voou pela primeira vez em 20 de outubro de 1956  em Fort Worth, Texas, com o piloto de testes chefe da Bell, Floyd Carlson nos controles. Dois outros protótipos foram construídos em 1957, e o Exército já havia encomendado seis aeronaves de teste de serviço essa encomenda sendo feita antes mesmo de o primeiro protótipo ter voado.  Em março de 1960, o Exército concedeu um contrato de produção para 100 aeronaves, que foi designada "HU-1A" e oficialmente nomeado Iroquois.
O helicóptero desenvolveu rapidamente um apelido derivado de sua designação HU-1, que passou a ser pronunciado como "Huey". O nome oficial dado pelo Exército dos EUA quase nunca foi usado na prática. Depois de setembro de 1962, a designação de todos os modelos foi alterada para UH-1 sob um sistema de designação unificado do Departamento de Defesa (DOD), mas o apelido "Huey" permaneceu.
Enquanto elogiava os avanços do helicóptero em relação aos helicópteros com motor a pistão, os relatórios do Exército dos testes de serviço do YH-40 descobriram que ele tinha uma potência insuficiente, com a produção do motor T53-L-1A produzindo uma potência máxima contínua de 770 cavalos (570 quilowatts)  O Exército indicou a necessidade de modelos aprimorados, mesmo quando os primeiros UH-1As estavam sendo entregues. Em resposta, Bell propôs o UH-1B, equipado com o motor Lycoming T53-L-5 produzindo 960 shp (720 kW) e uma cabine mais longa que poderia acomodar sete passageiros ou quatro macas e um atendente médico. Os testes do Exército do UH-1B começaram em novembro de 1960, com a primeira aeronave de produção entregue em março de 1961.
A Bell iniciou o desenvolvimento do UH-1C em 1960 para corrigir as deficiências aerodinâmicas do UH-1B, o UH-1C foi equipado com um motor T53-L-11 de 1.100 shp (820 kW) para fornecer a potência necessária para levantar a aeronave com todos os sistemas de armas em desenvolvimento. O Exército acabou reformando todas as aeronaves UH-1B com o mesmo motor. Um novo sistema de rotor foi desenvolvido para o UH-1C para permitir velocidades de ar mais altas e reduzir a incidência de estol de lâmina durantes mergulhos. O rotor aprimorado resultou em melhor manobrabilidade e um ligeiro aumento de velocidade. O aumento da potência e a mudança do rotor exigiram que os engenheiros da Bell projetassem uma nova cauda para o UH-1C. A cauda mais longa incorporou uma aleta vertical mais larga e elevadores sincronizados maiores.
A Bell também introduziu um sistema de controle hidráulico duplo como redundância, bem como um sistema de filtro de entrada aprimorado para as condições de poeira encontradas no sudeste da Ásia. A capacidade de combustível do UH-1C foi aumentada para 242 galões americanos (920 litros ), e o peso bruto foi aumentado para 9.500 lb (4.309 kg), dando uma carga útil nominal de 4.673 lb (2.120 kg). A produção do UH-1C começou em junho de 1966 com um total de 766 aeronaves produzidas, incluindo cinco para a Marinha Real da Austrália e cinco para a Noruega.

### Corpo de Fuzileiros Navais
Em 1962, o Corpo de Fuzileiros Navais dos Estados Unidos realizou uma competição para escolher um helicóptero de apoio de assalto para substituir a aeronave de asa fixa Cessna O-1 e o helicóptero Kaman OH-43D . O vencedor foi o UH-1B, que já estava em serviço no Exército. O helicóptero foi designado UH-1E e modificado para atender aos requisitos dos Fuzileiros Navais. As principais mudanças incluíram o uso de construção toda em alumínio para resistência à corrosão,  rádios compatíveis com as frequências terrestres do Corpo de Fuzileiros Navais, um freio de rotor para uso a bordo para parar o rotor rapidamente e um guincho de resgate montado no telhado.
O UH-1E voou pela primeira vez em 7 de outubro de 1963, e as entregas começaram em 21 de fevereiro de 1964, com 192 aeronaves concluídas. Devido às realidades da linha de produção da Bell, o UH-1E foi produzido em duas versões diferentes, ambas com a mesma designação UH-1E. Os primeiros 34 construídos eram essencialmente fuselagens UH-1B com o motor Lycoming T53-L-11 produzindo 1.100 shp (820 kW). Quando a Bell mudou a produção para o UH-1C, a produção do UH-1E se beneficiou das mesmas mudanças. O Corpo de Fuzileiros Navais posteriormente atualizou os motores UH-1E para o Lycoming T53-L-13, que produziu 1.400 shp (1.000 kW).

## Histórico operacional

### Exército dos EUA

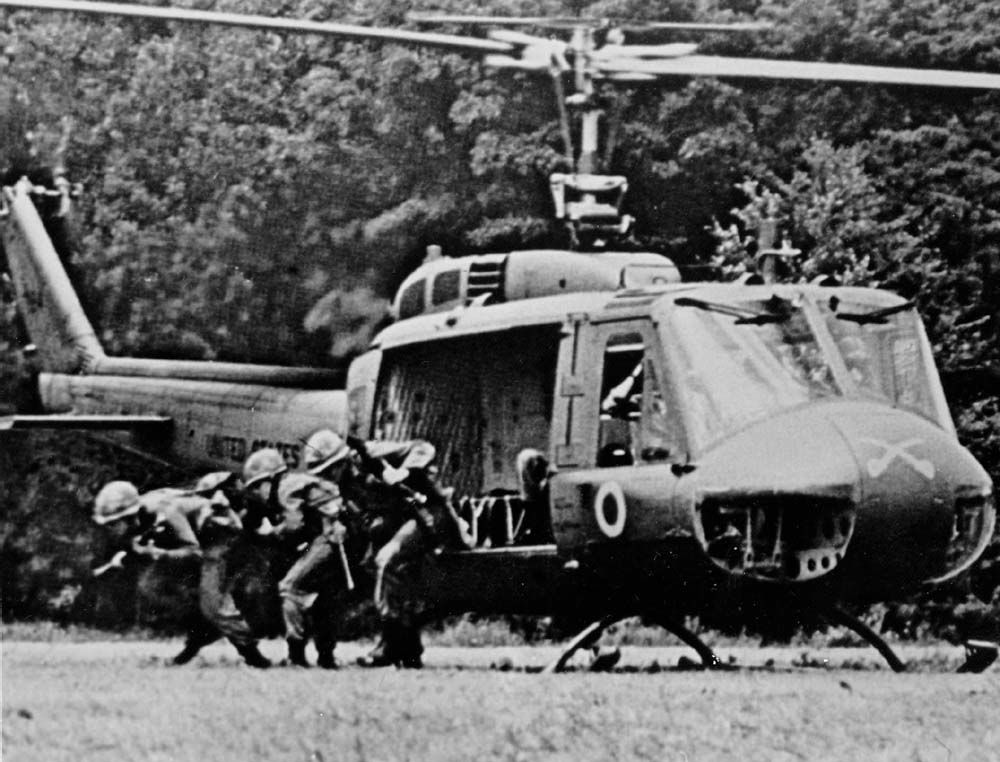
Soldados de infantaria americanos num UH-1D, da 1ª Divisão de Cavalaria, no Vietnã

O UH-1A entrou em serviço pela primeira vez na 101ª Divisão Aerotransportada em Fort Campbell, Kentucky, na 82ª Divisão Aerotransportada e no 57º Destacamento Médico. Embora destinado apenas para avaliação, o Exército rapidamente colocou o novo helicóptero em serviço operacional, e Huey's chegaram ao Vietnã em março de 1962.  O UH-1 tem sido um símbolo do envolvimento dos EUA no Sudeste Asiático em geral e no Vietnã em particular, e como resultado desse conflito, tornou-se um dos helicópteros mais reconhecidos do mundo. No Vietnã, as missões primárias incluíram apoio geral, assalto aéreo , transporte de carga, evacuação aero médica, busca e resgate , guerra eletrônica e, posteriormente, ataque ao solo. Durante o conflito, a aeronave foi atualizada, notavelmente para uma versão maior baseada no Modelo 205. Esta versão foi inicialmente designada UH-1D e voou operacionalmente a partir de 1963. Durante o serviço na Guerra do Vietnã, o UH-1 foi usado para vários fins. Os UH-1s encarregados de ataque ao solo ou escolta armada foram equipados com lançadores de foguetes, lançadores de granadas e metralhadoras. Já em 1962, os UH-1s foram modificados localmente pelas próprios militares, que fabricaram seus próprios sistemas de armas. Os UH-1s também voaram com equipes de "caçadores-assassinos" com helicópteros de observação, nomeadamente o Bell OH-58A Kiowa e o Hughes OH-6 Cayuse.  Perto do final do conflito, o UH-1 foi testado com mísseis, e dois helicópteros UH-1B equipados com o subsistema de armamento XM26 foram implantados para ajudar a conter a invasão durante a Páscoa de 1972.

### Força Aérea dos EUA
Em outubro de 1965, o 20º Esquadrão de Helicópteros da Força Aérea dos Estados Unidos (USAF) foi formado na Base Aérea de Tan Son Nhut no Vietnã do Sul, equipado inicialmente com helicópteros CH-3C . Em junho de 1967, o UH-1F e o UH-1P também foram adicionados ao estoque da unidade e, no final do ano, toda a unidade mudou de Tan Son Nhut para a Base Aérea Tailandesa de Nakhon Phanom. Em 1º de agosto de 1968, a unidade foi renomeada como 20º Esquadrão de Operações Especiais. Os UH-1s do 20º Esquadrão de Operações Especiais eram conhecidos como zangões verdes, decorrente de sua cor, uma camuflagem basicamente verde de dois tons (verde e castanho) e pelo seu prefixo de rádio "Zangão". A principal função desses helicópteros era inserir e extrair equipes de reconhecimento, fornecer cobertura para tais operações, conduzir guerra psicológica e outras funções de apoio para operações secretas, especialmente no Laos e no Camboja.
Os UH-1s da USAF costumavam ser equipados com lançadores de granadas automáticos no lugar dos canhões de porta. O lançador de granadas XM-94 foi testado em aeronaves do Exército antes de ser usado pela USAF. A unidade era capaz de disparar 400 granadas por minuto, com alcance efetivo de até 1.500 jardas.

### Argentina
Nove UH-1H da Aviação do Exército Argentino foram incluídos com as unidades argentinas durante a Guerra das Malvinas . Eles realizaram transporte geral e missões SAR e foram baseados em Port Stanley. Dois dos Huey's foram destruídos e, após o fim das hostilidades, o restante foi capturado pelos britânicos.  Três aeronaves capturadas sobreviveram como peças de museu na Inglaterra e nas Malvinas.  

### El Salvador
Os UH-1s eram operados pela Força Aérea de El Salvador, sendo na época a maior e mais experiente força de helicópteros de combate da América Central e do Sul, lutando durante 10 anos e sendo treinados pelo Exército dos EUA em táticas desenvolvidas durante a Guerra do Vietnã. Os helicópteros UH-1M e UH-1H usados por El Salvador foram modificados para transportar bombas em vez de foguetes.

### Israel
Israel retirou seus UH-1s de serviço em 2002, após trinta e três anos de serviço. Eles foram substituídos por helicópteros Sikorsky UH-60 Blackhawk, começando com um lote inicial de 10 entregues em 1994. Enquanto alguns foram repassados para milícias pró-Israel no Líbano, onze outros UH-1Ds foram supostamente vendidos para uma empresa madeireira de Cingapura, mas foram, em vez disso, entregues em outubro de 1978 à Força Aérea da Rodésia para contornar o embargo endossado pela ONU imposto durante a Guerra da Rodésia.

### Japão
Os UH-1s da Força de Autodefesa Terrestre do Japão foram implantados para socorro após o terremoto e tsunami de Tōhoku em 2011 , e também realizaram o reconhecimento da usina nuclear de Fukushima. As aeronaves também são utilizadas para realizar bombardeio de água contra incêndios.

### Filipinas

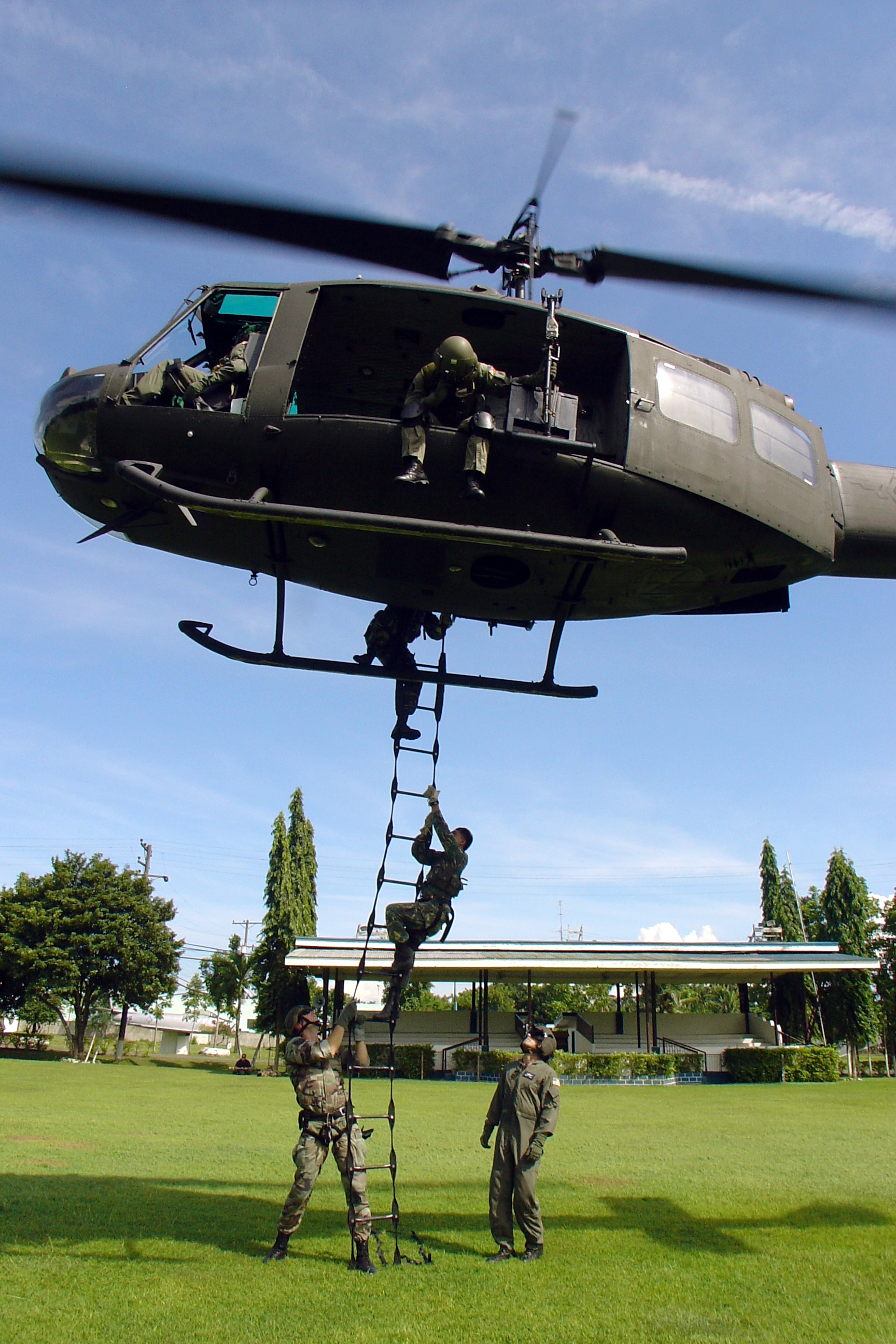
Aeronaves da Força Aérea Filipina durante um exercício bilateral

A Força Aérea Filipina tem uma longa história de aquisição de recursos da Força Aérea dos Estados Unidos, incluindo aeronaves Bell UH-1. Francis Ford Coppola filmou Apocalypse Now nas Filipinas principalmente porque o mesmo pode usar as aeronaves  Bell UH-1 Filipinas para as filmagens. O Estado filipino está buscando a aquisição de 21 helicópteros UH-1H adicionais a partir de 2013.

## Variantes

### Variantes militares dos EUA
- XH-40 : O protótipo inicial do Bell 204.
- YH-40 : Seis aeronaves para avaliação.
- HU-1A : Modelo de produção inicial do Bell 204, redesignado como UH-1A em 1962 - 182 construídos.[19]
- HU-1B : HU-1A atualizado, várias melhorias externas e do rotor. Redesignado UH-1B em 1962 - 1,014 construído.[19]
- UH-1C : O "UH-1C", destinava-se estritamente ao papel de caça - 767 construído.[19]
- UH-1D : Modelo de produção inicial do Bell 205 (versão com fuselagem longa) para transporte de tropas. 2008 construídos.[19]
- UH-1E : Construído para os Fuzileiros Navais dos Estados Unidos.  192 construídos.[19]

- UH-1H : UH-1D aprimorado com um motor Lycoming T53-L-13 de 1.400 shp (1.000 kW).  5435 construídos.[19]
- HH-1K : Variante de buscas e salvamento do Modelo 204 para a Marinha dos EUA.  27 construídos.[19]
- UH-1M : Atualização do UH-1C com o motor Lycoming T53-L-13 de 1.400 shp (1.000 kW).
- UH-1N :Modelo de produção inicial do Bell 212 alimentado por um motor Pratt & Whitney Canada T400-CP-400.[12]
- UH-1P : Variante do UH-1F para a USAF para uso em operações especiais e operações de ataque usadas exclusivamente pelo 20º Esquadrão de Operações Especiais da USAF, "os zangões verdes".[19]
- UH-1V : Evacuação aeromédica, versão de resgate para o Exército dos EUA.[19]
- UH-1Y : Variante atualizada desenvolvida a partir de UH-1Ns atuais atualizados e atualizados.[19]

## Operadores
| Afeganistão          | Albânia       | Alemanha  | Arábia Saudita | Argentina  | Austrália   | Áustria          | Bolívia   | Bósnia e Herzegovina | Brasil    | Burquina Fasso | Camboja       |
| Canadá               | Chile         | Colômbia  | Coreia do Sul  | Costa Rica | El Salvador | Espanha          | Essuatíni | Estados Unidos       | Filipinas | Geórgia        | Grécia        |
| Guatemala            | Países Baixos | Honduras  | Iêmen          | Iraque     | Israel      | Itália           | Jamaica   | Japão                | Jordânia  | Laos           | Líbano        |
| Macedônia do Norte   | Marrocos      | Noruega   | Nova Zelândia  | Omã        | Panamá      | Papua-Nova Guiné | Paquistão | Paraguai             | Quênia    | Laos           | Taipé Chinesa |
| República Dominicana | Rodésia       | Singapura | Suécia         | Tailândia  | Turquia     | Uganda           | Uruguai   | Venezuela            | Vietname  | Vietnã do Sul  | Zâmbia        |